# Баррі Вайценберґер
Баррі Вайценберґер (англ. Barry Weitzenberg, 30 вересня 1946) — американський ватерполіст.
Бронзовий призер Олімпійських Ігор 1972 року, учасник 1968 року.